# Чайковская, Елена Анатольевна
Елена Анатольевна Чайковская (урождённая Осипова; род. 30 декабря 1939, Москва, РСФСР, СССР) — советский и российский тренер по фигурному катанию, автор нескольких книг, посвящённых воспитанию фигуристов. Заслуженный деятель искусств Российской Федерации (1994).

## Ранние годы
Родители, Анатолий Сергеевич Осипов и Татьяна Михайловна Гольман, были актёрами Московского театра имени Моссовета. В детстве, вместе с отцом, Елена Осипова снялась в художественном фильме «Машина 22-12» (1949). До этого также снималась в эпизодах фильмов «Близнецы» (1945), «Слон и верёвочка» (1945) и «Первоклассница» (1948).
Вскоре после начала Великой Отечественной войны Татьяна Михайловна, как немка по национальности, c полуторогодовалой дочерью была выслана в Казахстан, в Чимкент. После войны они вернулись в Москву. У Елены врачи обнаружили потемнение в лёгких и рекомендовали ей заниматься спортом на свежем воздухе. Поэтому отец привёл Елену на стадион Юных пионеров, где она начала заниматься фигурным катанием, тренером её была Т. А. Толмачёва.

## Спортивная карьера
Выступала за клуб «Динамо» (Москва) с начала 1950-х годов в постоянном соперничестве с Татьяной Лихаревой и Евгенией Богдановой. В марте 1955 в Москве стала бронзовым призёром чемпионата СССР в женском одиночном катании (уступив Лихаревой и Богдановой), а также заняла 1-е место в одиночных танцах на льду. В 1956 Чайковская четвёртая на чемпионате страны. В 1957 году 17-летняя Елена Осипова стала чемпионкой Советского Союза, обыграв обеих основных соперниц, тренерами её были Константин Лихарев и Татьяна Толмачева. Сохранился фрагмент кинохроники с её выступлением. В 1958 на чемпионате СССР Осипова завоевала бронзовую медаль: она заняла третьи места в обязательных фигурах и в произвольной программе, и в итоге стала третьей, вновь уступив и Лихаревой, и Богдановой. На Спартакиаде народов РСФСР Осипова заняла третье место.
После окончания школы Елена поступила в ГИТИС на балетмейстерский факультет, окончила ГИТИС в 1964. Вероятно, она стала первым балетмейстером для балета на льду. Позже в ГИТИСЕ был создан специальный факультет, на котором из бывших фигуристов готовят тренеров. В настоящее время этот факультет возглавляет профессор Елена Анатольевна Чайковская.
После окончания учёбы стала тренером (с 1964), в 1987—90 — главный тренер «Динамо» по фигурному катанию, в 1993—97 — председатель тренерского совета сборной России по фигурному катанию. Непродолжительное время она тренировала пару Татьяна Тарасова и Георгий Проскурин. Наибольших успехов добились воспитанники Чайковской — Людмила Пахомова и Александр Горшков (за успехи в работе с этой парой она стала Заслуженным тренером СССР), Наталья Линичук и Геннадий Карпоносов. У неё также тренировались: Владимир Ковалев, Владимир Котин, Татьяна Андреева, Мария Бутырская. В целом на чемпионатах мира её ученики завоевали 11 золотых медалей (второе место из всех тренеров в истории фигурного катания).
В конце 1980-х — начале 1990-х годов Чайковская работала над постановкой спектаклей профессиональных трупп фигуристов на льду.
Елена Чайковская организовала в Москве школу фигуристов «Конёк Чайковской». В этой школе тренировались Юлия Солдатова, Кристина Обласова, а также литовские танцоры — Маргарита Дробязко и Повилас Ванагас.

## Общественная и политическая деятельность
Член КПСС с 1985 года.
28 июня 2005 подписала «Письмо в поддержку приговора бывшим руководителям „ЮКОСа“»..
6 февраля 2012 года была официально зарегистрирована как доверенное лицо кандидата в Президенты РФ, на тот момент премьер-министра Владимира Путина.

## Участие в лоббистском скандале Вороненкова — Новикова
Чайковская приняла косвенное участие в лоббистском скандале — деле Вороненкова — Новикова. В 2000 году представитель фирмы «Сибфорпост» (фирма занималась поставками продовольствия в северные районы России) Е. Тростенцов познакомился с Денисом Вороненковым и Игорем Новиковым, сыном Чайковской. Прокуратура отказалась дать согласие на взятие под стражу обоих подозреваемых и прекратила уголовное дело в их отношении, посчитав, что переданные средства были возвращением долга Тростенцова Вороненкову и Новикову. Начальник Центрального регионального управления по борьбе с организованной преступностью МВД России полковник Михаил Игнатов, который вёл это дело, сам был обвинён в том, что вымогал взятку у Елены Чайковской за освобождение её сына. Потерпевшими стали Вороненков и Новиков. Хотя Московский городской суд оправдал Игнатова по эпизоду о вымогательстве взятки, полковник провёл до приговора более двух лет в СИЗО. 10 тыс. «помеченных» долларов исчезли. Евгений Тростенцов был вынужден бежать за границу, пока возбуждённое в отношении него уголовное дело не закрыли за отсутствием состава преступления.

## Семья
- Первый муж — Андрей Борисович Новиков, спортивный журналист[11][12].
  - сын — Игорь.
- Второй муж — Анатолий Чайковский, спортивный журналист.

## Награды
- Орден «За заслуги перед Отечеством» IV степени (19 сентября 2019 года) — за большой вклад в развитие физической культуры и спорта, многолетнюю добросовестную работу[13].
- Два ордена Трудового Красного Знамени (в том числе 9 апреля 1980 года)[14].
- Заслуженный деятель искусств Российской Федерации (22 апреля 1994 года) — за заслуги в развитии физической культуры и спорта и большой личный вклад в подготовку и проведение XVII зимних Олимпийских игр 1994 года[15].
- Заслуженный тренер СССР (1970 год)[16].
- Заслуженный тренер России[источник не указан 22 дня].
- Мастер спорта СССР (1957 год)[16].
- Рыцарский крест ордена Великого князя Литовского Гядиминаса (1 июля 2000 года, Литва)[17][18].
- С 2019 года входит в Зал славы мирового фигурного катания[19].